# Liste der Anime-Titel (2016–2017)
Dies ist eine chronologisch sortierte Liste der Anime-Titel von 2016 bis 2017.

## 2016
| Name                                                                  | Alternative Namen | Veröffentlichungsjahr | Studio(s)                          |
| --------------------------------------------------------------------- | --- | --------------------- | ---------------------------------- |
| 12-sai. – Chitchana Mune no Tokimeki (24 Folgen)                      | 12歳。～ちっちゃなムネのトキメキ～ | 2016 als Fernsehserie | OLM                                |
| 3-nen D-gumi Glass no Kamen (13 Folgen)                               | 3ねんDぐみガラスの仮面, 3-nen D-gumi Garasu no Kamen                                                                                    | 2016 als Fernsehserie | DLE                                |
| 3-Nen D-Gumi Glass no Kamen (Folgen)                                  | ３ねんＤぐみガラスの仮面, The Glass Mask Year 3 Class D                                                                                 | 2016 als Fernsehserie | DLE                                |
| 91 Days (12 Folgen)                                                   | 91Days | 2016 als Fernsehserie | Shuka                              |
| A Silent Voice                                                        | 映画 聲の形, Eiga Koe no Katachi | 2016 als Film         | Kyōto Animation                    |
| Ace Attorney (24 Folgen)                                              | 逆転裁判 〜その「真実」、異議あり!〜, Gyakuten Saiban – Sono “Shinjitsu”, Igi Ari!                                                      | 2016 als Fernsehserie | A-1 Pictures                       |
| Active Raid (12 Folgen)                                               | アクティヴレイド -機動強襲室第八係-, Akutivu Reido – Kidō Kyōshūshitsu Daihakkei, Active Raid – Kidō Kyōshūshitsu Daihakkei             | 2016 als Fernsehserie | Production IMS                     |
| Active Raid (12 Folgen)                                               | アクティヴレイド -機動強襲室第八係- 2nd, Akutivu Reido – Kidō Kyōshūshitsu Daihakkei 2nd, Active Raid – Kidō Kyōshūshitsu Daihakkei 2nd | 2016 als Fernsehserie | Production IMS                     |
| Ajin – Shōgeki                                                        | 亜人 -衝戟- | 2016 als Film         | Polygon Pictures                   |
| Ajin – Shōtotsu                                                       | 亜人 -衝突- | 2016 als Film         | Polygon Pictures                   |
| Ajin: Demi-Human (13 Folgen)                                          | 亜人 | 2016 als Fernsehserie | Polygon Pictures                   |
| Ajin: Demi-Human (13 Folgen)                                          | 亜人 | 2016 als Fernsehserie | Polygon Pictures                   |
| Akagami no Shirayukihime (12 Folgen)                                  | 赤髪の白雪姫, Snow White with the Red Hair                                                                                              | 2016 als Fernsehserie | Bones                              |
| Akagami no Shirayukihime (eine Folge)                                 | 赤髪の白雪姫, Snow White with the Red Hair                                                                                              | 2016 als OVA          | Bones                              |
| Alderamin on the Sky (13 Folgen)                                      | ねじ巻き精霊戦記 天鏡のアルデラミン, Nejimaki Seirei Senki: Tenkyō no Aruderamin, Nejimaki Seirei Senki: Tenkyō no Alderamin            | 2016 als Fernsehserie | Madhouse                           |
| All Out!! (25 Folgen)                                                 | ALL OUT!! | 2016 als Fernsehserie | TMS Entertainment, Madhouse        |
| Amanchu! (12 Folgen)                                                  | あまんちゅ! | 2016 als Fernsehserie | J.C.Staff                          |
| Ameiro Cocoa in Hawaii (12 Folgen)                                    | 雨色ココア in Hawaii, Ameiro Kokoa in Hawaii                                                                                            | 2016 als Fernsehserie | EMT²                               |
| The Ancient Magus’ Bride: Those Awaiting a Star (3 Folgen)            | 魔法使いの嫁 星待つひと, Mahō Tsukai no Yome: Hoshi Matsu Hito                                                                          | 2016 als OVA          | Wit Studio                         |
| Ange Vierge (12 Folgen)                                               | アンジュ・ヴィエルジュ, Anju Vieruju | 2016 als Fernsehserie | Silver Link                        |
| Anime De Training! Xx (12 Folgen)                                     | あにトレ！XX 〜ひとつ屋根の下で〜, Anitore! XX – Hitotsu no Yane no Shita de                                                            | 2016 als Fernsehserie | Rising Force                       |
| Anne-Happy (12 Folgen)                                                | あんハピ♪, Anhapi | 2016 als Fernsehserie | Silver Link                        |
| Ansatsu Kyōshitsu (25 Folgen)                                         | 暗殺教室 | 2016 als Fernsehserie | Lerche                             |
| Ao no Kanata no Four Rhythm (12 Folgen)                               | 蒼の彼方のフォーリズム, Aoi no Kanata Fō Rizumu                                                                                         | 2016 als Fernsehserie | Gonzo                              |
| Aooni The Blue Monster (13 Folgen)                                    | あおおに〜じ・あにめぇしょん〜, Ao Oni – Ji Animeeshon, Ao Oni – The Animation                                                          | 2016 als Fernsehserie | Studio Deen                        |
| Arslan Senki: Fūjin Ranbu (8 Folgen)                                  | アルスラーン戦記 風塵乱舞, Arusurān Senki: Fūjin Ranbu, The Heroic Legend of Arslan: Dust Storm Dance                                   | 2016 als Fernsehserie | Lidenfilms                         |
| Bakuon!! (12 Folgen)                                                  | ばくおん!! | 2016 als Fernsehserie | TMS/8Pan                           |
| Battery (11 Folgen)                                                   | バッテリー, Batterī | 2016 als Fernsehserie | Zero-G                             |
| Berserk (12 Folgen)                                                   | ベルセルク, Beruseruku | 2016 als Fernsehserie | Gemba, Millepensee                 |
| Big Order (10 Folgen)                                                 | ビッグオーダー, Biggu Ōdā | 2016 als Fernsehserie | Asread                             |
| Binan Kōkō Chikyū Bōeibu Love! Love! (12 Folgen)                      | 美男高校地球防衛部LOVE!LOVE!, Binan Kōkō Chikyū Bōeibu Love! Love!                                                                      | 2016 als Fernsehserie | Studio Comet                       |
| Bishōjo Yūgi Unit Crane Gale (13 Folgen)                              | 美少女遊戯ユニットクレーンゲール, Bishōjo Yūgi Yunitto Kurēn Gēru                                                                       | 2016 als Fernsehserie | Kyōfū Tomato                       |
| Bloodivores (12 Folgen)                                               | | 2016 als Fernsehserie | Creators in Pack                   |
| Boruto – Naruto The Movie                                             | BORUTO -NARUTO THE MOVIE- | 2016 als Film         | Studio Pierrot                     |
| B-Project – Kodō Ambitious (12 Folgen)                                | B-PROJECT〜鼓動*アンビシャス〜, B-Project – Kodō Ambishasu                                                                              | 2016 als Fernsehserie | A-1 Pictures                       |
| Brave Witches (13 Folgen)                                             | ブレイブウィッチーズ, Bureibu Witchīzu                                                                                                  | 2016 als Fernsehserie | Silver Link                        |
| Bubuki Buranki (12 Folgen)                                            | ブブキ・ブランキ, BBK/BRNK | 2016 als Fernsehserie | Sanzigen                           |
| Bubuki Buranki: Hoshi no Kyojin (12 Folgen)                           | ブブキ・ブランキ 星の巨人 | 2016 als Fernsehserie | Sanzigen                           |
| Bungō Stray Dogs (12 Folgen)                                          | 文豪ストレイドッグス, Bungō Sutorei Doggusu                                                                                             | 2016 als Fernsehserie | Bones                              |
| Bungō Stray Dogs (12 Folgen)                                          | 文豪ストレイドッグス, Bungō Sutorei Doggusu                                                                                             | 2016 als Fernsehserie | Bones                              |
| Cardfight!! Vanguard G Next (52 Folgen)                               | カードファイト!! ヴァンガードG NEXT, Kādofaito!! Vangādo G Next                                                                         | 2016 als Fernsehserie | TMS Entertainment                  |
| Cardfight!! Vanguard G: Stride Gate-hen (24 Folgen)                   | カードファイト!! ヴァンガードG ストライドゲート編, Kādofaito!! Vangādo G: Sutoraido Gēto-hen                                            | 2016 als Fernsehserie | TMS Entertainment                  |
| Chain Chronicle – The Light of Haecceita                              | チェインクロニクル 〜ヘクセイタスの閃〜, Chein Kuronikuru – Hekuseitasu no Hikari                                                       | 2016 als Film         | Telecom Animation Film, Graphinica |
| Cheating Craft (12 Folgen)                                            | CHEATING CRAFT | 2016 als Fernsehserie | Blade                              |
| Cheer Danshi!! (12 Folgen)                                            | チア男子!!, Chia Danshi!! | 2016 als Fernsehserie | Brain’s Base                       |
| Classicaloid (25 Folgen)                                              | クラシカロイド, Kurashikaroido | 2016 als Fernsehserie | Sunrise                            |
| Concrete Revolutio – Chōjin Gensō: The Last Song (11 Folgen)          | コンクリート・レボルティオ〜超人幻想〜 THE LAST SONG, Konkurīto Reborutio – Chōjin Gensō: The Last Song                                 | 2016 als Fernsehserie | Bones                              |
| Dagashi Kashi (12 Folgen)                                             | だがしかし | 2016 als Fernsehserie | feel.                              |
| Danganronpa 3 – The End of Kibōgamine Gakuen (24 Folgen)              | ダンガンロンパ3 -The End of 希望ヶ峰学園                                                                                                | 2016 als Fernsehserie | Lerche                             |
| Days (24 Folgen)                                                      | DAYS | 2016 als Fernsehserie | MAPPA                              |
| D.Gray-man Hallow (13 Folgen)                                         | D.Gray-man HALLOW | 2016 als Fernsehserie | TMS Entertainment                  |
| Dimension W (12 Folgen)                                               | Dimension W | 2016 als Fernsehserie | Orange, Studio 3Hz                 |
| Divine Gate (12 Folgen)                                               | ディバインゲート, Dibain Gēto | 2016 als Fernsehserie | Studio Pierrot                     |
| Drifters (12 Folgen)                                                  | ドリフターズ, Dorifutāzu | 2016 als Fernsehserie | Hoods Entertainment                |
| Durarara!!×2 Ketsu (12 Folgen)                                        | デュラララ!!×2 結, Dyurarara!!×2 Ketsu                                                                                                  | 2016 als Fernsehserie | Shuka                              |
| Endride (24 Folgen)                                                   | エンドライド, Endoraido | 2016 als Fernsehserie | Brain’s Base, Lapintrack           |
| Erased – Die Stadt, in der es mich nicht gibt (12 Folgen)             | 僕だけがいない街, Boku Dake ga Inai Machi, Erased                                                                                       | 2016 als Fernsehserie | A-1 Pictures                       |
| Fairy Tail Zero (12 Folgen)                                           | FAIRY TAIL ZERØ | 2016 als Fernsehserie | A-1 Pictures                       |
| Fate/kaleid liner Prisma Illya Drei!! (12 Folgen)                     | Fate/kaleid liner プリズマ☆イリヤ ドライ!!, Fate/kaleid liner Purizuma Iriya Tsuvai Dorai!!, Fate/kaleid liner Prisma Illya 3rei!!      | 2016 als Fernsehserie | Silver Link                        |
| Flip Flappers (13 Folgen)                                             | フリップフラッパーズ, Furippu Furappāzu                                                                                                 | 2016 als Fernsehserie | Studio 3Hz                         |
| Flying Witch (12 Folgen)                                              | ふらいんぐうぃっち, Furaingu Witchi | 2016 als Fernsehserie | J.C.Staff                          |
| Food Wars! The Second Plate (13 Folgen)                               | 食戟のソーマ 弍ノ皿, Shokugeki no Sōma: Ni no Sara                                                                                      | 2016 als Fernsehserie | J.C.Staff                          |
| Fudanshi Kōkō Seikatsu (12 Folgen)                                    | 腐男子高校生活, The Highschool Life of a Fudanshi                                                                                       | 2016 als Fernsehserie | EMT²                               |
| Fune o Amu (11 Folgen)                                                | 舟を編む | 2016 als Fernsehserie | Zexcs                              |
| Future Card Buddyfight Triple D (51 Folgen)                           | フューチャーカード バディファイトDDD | 2016 als Fernsehserie | Oriental Light and Magic, Xebec    |
| Gakuen Handsome (12 Folgen)                                           | 学園ハンサム, Gakuen Hansamu | 2016 als Fernsehserie | Team Yokkyū Fuman                  |
| Gakusen Toshi Asterisk (12 Folgen)                                    | 学戦都市アスタリスク, Gakusen Toshi Asuterisuku, The Asterisk War: The Academy City on the Water                                        | 2016 als Fernsehserie | A-1 Pictures                       |
| Gan Gan Ganko-chan (Folgen)                                           | がん がん がんこちゃん | 2016 als Fernsehserie | 10Gauge                            |
| Gantz:O                                                               | ガンツ:オー | 2016 als Film         |                                    |
| Garakowa – Restore the World                                          | ガラスの花と壊す世界, Garasu no Hana to Kowasu Sekai, Glass no Hana to Kowasu Sekai                                                     | 2016 als Film         | A-1 Pictures                       |
| Garo: Divine Flame                                                    | | 2016 als Film         | MAPPA                              |
| Gate: Jieitai Kano Chi nite, Kaku Tatakaeri: Enryū-hen (12 Folgen)    | GATE 自衛隊 彼の地にて、斯く戦えり 炎龍編                                                                                               | 2016 als Fernsehserie | A-1 Pictures                       |
| Gekijōban Ginga Kikōtai Majestic Prince                               | 劇場版 マジェスティックプリンス－覚醒の遺伝子－                                                                                         | 2016 als Film         | Seven Arcs Pictures, Orange        |
| Gekijōban Hibike! Euphonium – Kitauji Kōkō Suisōgaku-bu e Yōkoso      | 劇場版 響け！ ユーフォニアム ～北宇治高校吹奏楽部へようこそ～, Gekijōban Hibike! Yūfoniamu – Kitauji Kōkō Suisōgaku-bu e Yōkoso         | 2016 als Film         | Kyōto Animation                    |
| Gekijōban Meiji Tōkyō Renka: Hanakagami no Fantasia                   | 劇場版 明治東亰恋伽 〜花鏡の幻想曲〜 | 2016 als Film         | Studio Deen                        |
| Ginga Kikōtai Majestic Prince: Mirai e no Tsubasa (eine Folge)        | 銀河機攻隊 マジェスティックプリンス: 未来への翼                                                                                         | 2016 als Special      | Seven Arcs Pictures, Orange        |
| Gintama°: Aizome Kaori-hen (eine Folge)                               | 銀魂゜愛染香篇 | 2016 als OVA          | Bandai Namco Pictures              |
| Girlish Number (12 Folgen)                                            | ガーリッシュ ナンバー, Gārisshu Nambā, gi(a)rlish number                                                                                | 2016 als Fernsehserie | Diomedéa                           |
| GraP & RodeO (? Folgen)                                               | ぐらＰ＆ろで夫 | 2016 als Fernsehserie | Pie in the sky                     |
| Gravity Daze The Animation ~Ouverture~ (eine Folge)                   | Gravity Rush: The Animation – Overture                                                                                                  | 2016 als Special      | Studio Khara                       |
| Grimgar, Ashes and Illusions (12 Folgen)                              | 灰と幻想のグリムガル, Hai to Gensō no Gurimugaru, Hai to Gensō no Grimgar                                                               | 2016 als Fernsehserie | A-1 Pictures                       |
| Gundam Build Fighters Try Island Wars (eine Folge)                    | ガンダムビルドファイターズトライ アイランド・ウォーズ                                                                                   | 2016 als Special      | Sunrise                            |
| Hagane Orchestra (12 Folgen)                                          | はがねオーケストラ, Hagane Ōkesutora | 2016 als Fernsehserie | Fanworks                           |
| Hakuōki – Otogisōshi (13 Folgen)                                      | 薄桜鬼～御伽草子～ | 2016 als Fernsehserie | DLE                                |
| Handa-kun (12 Folgen)                                                 | はんだくん | 2016 als Fernsehserie | Diomedéa                           |
| Haruchika – Haruta to Chika wa Seishun Suru (12 Folgen)               | ハルチカ～ハルタとチカは青春する～ | 2016 als Fernsehserie | P.A. Works                         |
| Hatsukoi Monster (12 Folgen)                                          | 初恋モンスター, Hatsukoi Monsutā | 2016 als Fernsehserie | Studio Deen                        |
| Heybot! (Folgen)                                                      | ヘボット！ | 2016 als Fernsehserie | Bandai Namco Pictures              |
| Higanjima X (12 Folgen)                                               | 彼岸島X | 2016 als Web-Anime    | Fever Creations, Tetra             |
| High School Fleet (12 Folgen)                                         | ハイスクール・フリート, Hai-Furi | 2016 als Fernsehserie | Production IMS                     |
| Hikari – Kariya o Tsunagu Monogatari (eine Folge)                     | ひかり ~刈谷をつなぐ物語~, Zexcs | 2016 als Web-Anime    |                                    |
| Himitsu Kessha Taka no Tsume GT (47 Folgen)                           | 秘密結社鷹の爪GT | 2016 als Web-Anime    | DLE                                |
| Hitori no Shita – the outcast (12 Folgen)                             | 一人之下 the outcast | 2016 als Fernsehserie | Emon Animation Company             |
| Honobono Log (10 Folgen)                                              | ほのぼのログ | 2016 als Fernsehserie | Fanworks                           |
| Hundred (12 Folgen)                                                   | ハンドレッド, Handoreddo | 2016 als Fernsehserie | Production IMS                     |
| Idol Memories (12 Folgen)                                             | アイドルメモリーズ, Aidoru Memorīzu | 2016 als Fernsehserie | Seven Arcs Pictures                |
| In this Corner of the World                                           | この世界の片隅に, Kono Sekai no Katasumi ni                                                                                             | 2016 als Film         | MAPPA                              |
| Izetta, Die Letzte Hexe (12 Folgen)                                   | 終末のイゼッタ, Shūmatsu no Izetta | 2016 als Fernsehserie | Ajia-dō                            |
| JoJo’s Bizarre Adventure: Diamond is Unbreakable (39 Folgen)          | ジョジョの奇妙な冒険 ダイヤモンドは砕けない, JoJo no Kimyō na Bōken: Daiyamondo wa Kudakenai                                            | 2016 als Fernsehserie | David Production                   |
| Joker Game (12 Folgen)                                                | ジョーカー・ゲーム, Jōkā Gēmu | 2016 als Fernsehserie | Production I.G                     |
| Kagewani: Shō (13 Folgen)                                             | 影鰐-KAGEWANI-承 | 2016 als Fernsehserie | Tomovies                           |
| Keijo!!!!!!!! (12 Folgen)                                             | 競女!!!!!!!! | 2016 als Fernsehserie | Xebec                              |
| Ketsuekigata-kun! 4 (12 Folgen)                                       | 血液型くん!4 | 2016 als Fernsehserie | Zexcs                              |
| Kidō Senshi Gundam UC RE: 0096 (22 Folgen)                            | 機動戦士ガンダムUC RE:0096 | 2016 als Fernsehserie | Sunrise                            |
| Kiitaro's Yokai Picture Diary (12 Folgen)                             | 奇異太郎少年の妖怪絵日記, Kiitarō Shōnen no Yōkai Enikki                                                                                | 2016 als Fernsehserie | Creators in Pack                   |
| Kiznaiver (12 Folgen)                                                 | キズナイーバー | 2016 als Fernsehserie | Trigger                            |
| Kizumonogatari I: Tekketsu-hen                                        | 傷物語I 鉄血篇 | 2016 als Film         | Shaft                              |
| Kōkaku no Pandora (12 Folgen)                                         | 紅殻のパンドラ | 2016 als Fernsehserie | Studio Gokumi, Axsiz               |
| Kono Bijutsubu ni wa Mondai ga Aru! (12 Folgen)                       | この美術部には問題がある! | 2016 als Fernsehserie | feel.                              |
| Kono Subarashii Sekai ni Shukufuku o! (10 Folgen)                     | この素晴らしい世界に祝福を!, Konosuba – God’s blessing on this wonderful world!                                                         | 2016 als Fernsehserie | Studio Deen                        |
| Kōtetsujō no Kabaneri (12 Folgen)                                     | 甲鉄城のカバネリ | 2016 als Fernsehserie | Wit Studio                         |
| Koyomimonogatari (12 Folgen)                                          | 暦物語 | 2016 als Fernsehserie | Shaft                              |
| Kumamiko (14 Folgen)                                                  | くまみこ | 2016 als Fernsehserie | Kinema Citrus, EMT²                |
| Kurage no Shokudō (eine Folge)                                        | クラゲの食堂 | 2016 als OVA          | Zexcs                              |
| Kuromukuro (26 Folgen)                                                | クロムクロ | 2016 als Fernsehserie | P.A. Works                         |
| Kyōkai no Rinne (25 Folgen)                                           | 境界のRINNE | 2016 als Fernsehserie | Brain’s Base                       |
| Last Exile – Gin’yoku no Fam – Over The Wishes                        | ラストエグザイル -銀翼のファム- Over The Wishes, Rasuto Eguzairu – Gin’yoku no Famu – Over The Wishes                                   | 2016 als Film         | Gonzo                              |
| Long Riders! (10 Folgen)                                              | ろんぐらいだぁす!, Rongu Raidāsu! | 2016 als Fernsehserie | Actas                              |
| The Lost Village (12 Folgen)                                          | 迷家-マヨイガ-, Mayoiga | 2016 als Fernsehserie | Diomedéa                           |
| Lostorage incited WIXOSS (12 Folgen)                                  | | 2016 als Fernsehserie | J.C.Staff                          |
| Love Live! Sunshine!! (13 Folgen)                                     | ラブライブ！サンシャイン!!, Rabu Raibu! School idol project                                                                             | 2016 als Fernsehserie | Sunrise                            |
| Luck and Logic (12 Folgen)                                            | ラクエンロジック, Raku En Rojikku | 2016 als Fernsehserie | Dōga Kōbō                          |
| Macross Delta (26 Folgen)                                             | マクロスΔ, Makurosu Deruta | 2016 als Fernsehserie | Satelight                          |
| Magi: Sindbad no Bōken (13 Folgen)                                    | マギ シンドバッドの冒険, Magi: Shindobaddo no Bōken                                                                                     | 2016 als Fernsehserie | Lay-duce                           |
| Magic of Stella (12 Folgen)                                           | ステラのまほう, Sutera no Mahō, Stella no Mahō                                                                                          | 2016 als Fernsehserie | Silver Link                        |
| Magical Girl Raising Project (12 Folgen)                              | 魔法少女育成計画, Mahō Shōjo Ikusei Keikaku                                                                                             | 2016 als Fernsehserie | Lerche                             |
| Magic-kyun! Renaissance (13 Folgen)                                   | マジきゅんっ!ルネッサンス, Maji-kyun! Runessansu                                                                                        | 2016 als Fernsehserie | Sunrise                            |
| Mahō Shōjo Nante Mō Ii Desu kara. (12 Folgen)                         | 魔法少女なんてもういいですから。 | 2016 als Fernsehserie | Pine Jam                           |
| Mahō Shōjo Nante Mō Ii Desu kara.: Second Season (12 Folgen)          | 魔法少女なんてもういいですから。セカンドシーズン                                                                                        | 2016 als Fernsehserie | Pine Jam                           |
| Mahō Shōjo? Naria Girls (12 Folgen)                                   | 魔法少女?なりあ☆がーるず, Mahō Shōjo? Naria Gāruzu                                                                                      | 2016 als Fernsehserie | Bouncy                             |
| March Comes in Like a Lion (22 Folgen)                                | 3月のライオン, 3-gatsu no Raion | 2016 als Fernsehserie | Shaft                              |
| Masō Gakuen H×H (12 Folgen)                                           | 魔装学園H×H | 2016 als Fernsehserie | Production IMS                     |
| Miss Bernard said. (12 Folgen)                                        | バーナード嬢曰く。, Bānādo-jō Iwaku., Bernard-jō Iwaku.                                                                                 | 2016 als Fernsehserie | Creators in Pack                   |
| Mob Psycho 100 (12 Folgen)                                            | モブサイコ100, Mobu Saiko 100 | 2016 als Fernsehserie | Bones                              |
| Mobile Suit Gundam Twilight AXIS (6 Folgen)                           | 機動戦士ガンダム Twilight AXIS | 2016 als Web-Anime    | Sunrise                            |
| The Morose Mononokean (13 Folgen)                                     | 不機嫌なモノノケ庵, Fukigen na Mononokean                                                                                               | 2016 als Fernsehserie | Pierrot Plus                       |
| The Morose Mononokean II (? Folgen)                                   | 不機嫌なモノノケ庵 續, Fukigen na Mononokean: Tsuzuki                                                                                   | 2016 als Fernsehserie | Pierrot Plus                       |
| Musaigen no Phantom World (13 Folgen)                                 | 無彩限のファントム・ワールド, Musaigen no Fantomu Wārudo                                                                                | 2016 als Fernsehserie | Kyōto Animation                    |
| My Hero Academia (13 Folgen)                                          | 僕のヒーローアカデミア, Boku no Hīrō Akademia, Boku no Hero Academia                                                                    | 2016 als Fernsehserie | Bones                              |
| Nambaka (13 Folgen)                                                   | ナンバカ, Nanbaka | 2016 als Fernsehserie | Satelight                          |
| Natsume Yūjinchō Go (12 Folgen)                                       | 夏目友人帳 伍 | 2016 als Fernsehserie | Shuka                              |
| Neko Neko Nihonshi (? Folgen)                                         | ねこねこ日本史 | 2016 als Fernsehserie | Joker Films                        |
| Netoge no Yome wa Onnanoko ja Nai to Omotta? (12 Folgen)              | ネトゲの嫁は女の子じゃないと思った? | 2016 als Fernsehserie | Project No.9                       |
| New Game! (12 Folgen)                                                 | NEW GAME! | 2016 als Fernsehserie | Dōga Kōbō                          |
| Ninja Girl & Samurai Master (? Folgen)                                | 信長の忍び, Nobunaga no Shinobi | 2016 als Fernsehserie | TMS Entertainment, V1 Studio       |
| Norn9: Norn + Nonette (12 Folgen)                                     | NORN9 ノルン+ノネット, NORN9: Norun + Nonetto                                                                                           | 2016 als Fernsehserie | Kinema Citrus, Orange              |
| Nurse Witch Komugi-chan R (12 Folgen)                                 | ナースウィッチ小麦ちゃんR | 2016 als Fernsehserie | Tatsunoko Production               |
| Nyanbō! (26 Folgen)                                                   | にゃんぼー!, Nyanbō! | 2016 als Fernsehserie | Shiroguma                          |
| Occultic;Nine (12 Folgen)                                             | | 2016 als Fernsehserie | A-1 Pictures                       |
| Ojisan and Marshmallow (12 Folgen)                                    | おじさんとマシュマロ, Oji-san to Mashumaro, Oji-san to Marshmallow                                                                      | 2016 als Fernsehserie | Creators in Pack                   |
| Okusama ga Seito Kaichō!+! (12 Folgen)                                | おくさまが生徒会長!+! | 2016 als Fernsehserie | Seven                              |
| Onara Gorō (? Folgen)                                                 | おなら吾郎 | 2016 als Fernsehserie | Ilca                               |
| One Piece Gold                                                        | ONE PIECE FILM GOLD | 2016 als Film         | Tōei Animation                     |
| Onigiri (13 Folgen)                                                   | 鬼斬 | 2016 als Fernsehserie | Pierrot Plus                       |
| Orange (13 Folgen)                                                    | orange | 2016 als Fernsehserie | Telecom Animation Film             |
| Ōya-san wa Shishunki! (12 Folgen)                                     | 大家さんは思春期! | 2016 als Fernsehserie | Seven Arc Pictures                 |
| Ozmafia!! (12 Folgen)                                                 | OZMAFIA!! | 2016 als Fernsehserie | Creators in Pack                   |
| Pan de Peace! (13 Folgen)                                             | パンでPeace! | 2016 als Fernsehserie | Asahi Production                   |
| Persona 3 The Movie: #4 Winter of Rebirth                             | PERSONA3 THE MOVIE #4 Winter of Rebirth                                                                                                 | 2016 als Film         | A-1 Pictures                       |
| Phantasy Star Online 2: The Animation (12 Folgen)                     | ファンタシースターオンライン2 ジ アニメーション, Fantashī Sutā Onrain 2: Ji Animēshon                                                   | 2016 als Fernsehserie | Telecom Animation Film             |
| Planetarian – Chiisana Hoshi no Yume (5 Folgen)                       | planetarian 〜ちいさなほしのゆめ〜 | 2016 als Fernsehserie | David Production                   |
| Please tell me! Galko-chan (12 Folgen)                                | おしえて！ギャル子ちゃん, Oshiete! Garuko-chan, Oshiete! Galko-chan                                                                     | 2016 als Fernsehserie | feel.                              |
| Prince of Stride Alternative (12 Folgen)                              | プリンス・オブ・ストライド オルタナティブ, Purinsu obu Sutoraido Orutanatibu                                                            | 2016 als Fernsehserie | Madhouse                           |
| Pripara (51? Folgen)                                                  | プリパラ, Puripara | 2016 als Fernsehserie | Tatsunoko Production               |
| Puzzle & Dragons (? Folgen)                                           | パズドラクロス, Pazudorakurosu | 2016 als Fernsehserie | Studio Pierrot                     |
| Qualidea Code (12 Folgen)                                             | クオリディア・コード, Kuoridia Kōdo | 2016 als Fernsehserie | A-1 Pictures                       |
| Rainbow Days (24 Folgen)                                              | 虹色デイズ, Nijiiro Deizu | 2016 als Fernsehserie | Production Reed                    |
| Regalia: The Three Sacred Stars (13 Folgen)                           | レガリア The Three Sacred Stars, Regaria: The Three Sacred Stars                                                                        | 2016 als Fernsehserie | Actas                              |
| Reikenzan: Hoshikuzu-tachi no Utage (12 Folgen)                       | 霊剣山 星屑たちの宴 | 2016 als Fernsehserie | Studio Deen                        |
| Relife (13 Folgen)                                                    | ReLIFE | 2016 als Fernsehserie | TMS Entertainment                  |
| Rewrite (13 Folgen)                                                   | Rewrite | 2016 als Fernsehserie | Eight Bit                          |
| Re:Zero – Starting Life in Another World (25 Folgen)                  | Re:ゼロから始める異世界生活, Re:Zero kara Hajimeru Isekai Seikatsu                                                                      | 2016 als Fernsehserie | White Fox                          |
| RS Keikaku: Rebirth Storage (eine Folge)                              | RS計画 -Rebirth Storage- | 2016 als Special      |                                    |
| Saiki Kusuo no Ψ-nan (24 Folgen)                                      | 斉木楠雄のΨ難, Egg Firm | 2016 als Fernsehserie | J.C.Staff                          |
| Sailor Moon Crystal: Season 3 (13 Folgen)                             | 美少女戦士セーラームーンCrystal Season III, Bishōjo Senshi Sērā Mūn Crystal: Season III, Bishōjo Senshi Sailor Moon Crystal: Season III | 2016 als Web-Anime    | Tōei Animation                     |
| Sakamoto Desu ga? (13 Folgen)                                         | 坂本ですが? | 2016 als Fernsehserie | Studio Deen                        |
| Sansha San’yō (12 Folgen)                                             | 三者三葉 | 2016 als Fernsehserie | Dōga Kōbō                          |
| Scared Rider Xechs (12 Folgen)                                        | スカーレッドライダーゼクス, Sukareddo Raidā Zekusu                                                                                      | 2016 als Fernsehserie | Satelight                          |
| Schwarzesmarken (12 Folgen)                                           | シュヴァルツェスマーケン, Shuvarutsesumāken                                                                                             | 2016 als Fernsehserie | Lidenfilms, ixtl                   |
| Scorching Ping Pong Girls (12 Folgen)                                 | 灼熱の卓球娘, Shakunetsu no Takkyū Musume                                                                                               | 2016 als Fernsehserie | Kinema Citrus                      |
| Seisen Cerberus: Ryūkoku no Fatalite (13 Folgen)                      | 聖戦ケルベロス 竜刻のファタリテ, Seisen Keruberosu: Ryūkoku no Fatarite                                                                 | 2016 als Fernsehserie | Bridge                             |
| Sekkō Boys (12 Folgen)                                                | 石膏ボーイズ, Sekkō Bōizu | 2016 als Fernsehserie | Lidenfilms                         |
| Sengoku Chōjū Giga – Kō (13 Folgen)                                   | 戦国鳥獣戯画〜甲〜 | 2016 als Fernsehserie | ILCA                               |
| Servamp (12 Folgen)                                                   | SERVAMP -サーヴァンプ-, Servamp – Sāvampu                                                                                               | 2016 als Fernsehserie | Brain’s Base                       |
| The Seven Deadly Sins: Anzeichen eines Heiligen Kriegs (4 Folgen)     | 七つの大罪 聖戦の予兆, Nanatsu no Taizai: Seisen no Shirushi                                                                            | 2016 als Special      | A-1 Pictures                       |
| Shelter                                                               | SHELTER | 2016 als Kurzfilm     | A-1 Pictures                       |
| Shin Gekijōban Initial D: Legend 3 – Mugen                            | 新劇場版 頭文字D Legend3 -夢現- | 2016 als Film         | Sanzigen, Lidenfilms               |
| Shōjotachi wa Kōya o Mezasu (12 Folgen)                               | 少女たちは荒野を目指す | 2016 als Fernsehserie | Project No.9                       |
| Shōnen Maid (12 Folgen)                                               | 少年メイド, Shōnen Meido | 2016 als Fernsehserie | Eight Bit                          |
| Show By Rock!!# (12 Folgen)                                           | SHOW BY ROCK!!# | 2016 als Fernsehserie | Bones                              |
| Show By Rock!! Short (12 Folgen)                                      | SHOW BY ROCK!! しょ～と!!, SHOW BY ROCK!! Shōto                                                                                         | 2016 als Fernsehserie | Bones                              |
| Shōwa Genroku Rakugo Shinjū (13 Folgen)                               | 昭和元禄落語心中 | 2016 als Fernsehserie | Studio Deen                        |
| Sōshin Shōjo Matoi (12 Folgen)                                        | 装神少女まとい | 2016 als Fernsehserie | White Fox                          |
| Soul Buster: Shōseiran (12 Folgen)                                    | 侍霊演武:将星乱, Sōru Basutā: Shōseiran                                                                                                 | 2016 als Fernsehserie | Pierrot                            |
| Sound! Euphonium 2 (13 Folgen)                                        | 響け! ユーフォニアム2, Hibike! Yūfoniamu 2, Hibike! Euphonium 2                                                                         | 2016 als Fernsehserie | Kyōto Animation                    |
| Space Patrol Luluco (13 Folgen)                                       | 宇宙パトロールルル子 | 2016 als Fernsehserie | Trigger                            |
| Strike the Blood: Valkyria no Ōkoku-hen (2 Folgen)                    | ストライク・ザ・ブラッド ヴァルキュリアの王国篇, Sutoraiku za Buraddo: Varukyuria no Ōkoku-hen                                          | 2016 als OVA          | Silver Link                        |
| Super Lovers (10 Folgen)                                              | SUPER LOVERS | 2016 als Fernsehserie | Studio Deen                        |
| Sushi Police (13 Folgen)                                              | SUSHI POLICE | 2016 als Fernsehserie | Sedic International, Koo-ki        |
| Sweetness & Lightning (12 Folgen)                                     | 甘々と稲妻, Amaama to Inazuma | 2016 als Fernsehserie | TMS/3xCube                         |
| Taboo Tattoo (12 Folgen)                                              | タブー・タトゥー, Tabū Tatū | 2016 als Fernsehserie | J.C.Staff                          |
| Taka no Tsume 8: Yoshida-kun no × File                                | 鷹の爪8 吉田くんの×（バッテン）ファイル                                                                                                 | 2016 als Film         | DLE                                |
| Tales of Zestiria the X (13 Folgen)                                   | テイルズ オブ ゼスティリア ザ クロス, Teiruzu obu Zesutiria Za Kurosu                                                                   | 2016 als Fernsehserie | Ufotable                           |
| Tanaka-kun wa Itsumo Kedaruge (12 Folgen)                             | 田中くんはいつもけだるげ | 2016 als Fernsehserie | Silver Link                        |
| Tēkyū (12 Folgen)                                                     | てーきゅう | 2016 als Fernsehserie | Millepensee                        |
| Tēkyū (12 Folgen)                                                     | てーきゅう | 2016 als Fernsehserie | Millepensee                        |
| Terra Formars Revenge (13 Folgen)                                     | テラフォーマーズ リベンジ, Terafōmāzu Ribenji                                                                                           | 2016 als Fernsehserie | Lidenfilms, TYO Animations         |
| Tiger Mask W (? Folgen)                                               | タイガーマスクW, Taigā Masuku W | 2016 als Fernsehserie | Tōei Animation                     |
| Time Travel Shōjo – Mari Waka to 8-nin to Kagakusha-tachi (12 Folgen) | タイムトラベル少女〜マリ・ワカと8人の科学者たち〜, Taimu Toraberu Shōjo – Mari Waka to 8-nin to Kagakusha-tachi                         | 2016 als Fernsehserie | Wao World                          |
| To Be Hero (12 Folgen)                                                | TO BE HERO | 2016 als Fernsehserie | Studio Lan!                        |
| Tōken Ranbu – Hanamaru (12 Folgen)                                    | 刀剣乱舞-花丸- | 2016 als Fernsehserie | Dōga Kōbō                          |
| Tonkatsu DJ Agetarō (12 Folgen)                                       | とんかつDJアゲ太郎 | 2016 als Fernsehserie | Studio Deen                        |
| Trickster – Edogawa Rampo “Shōnen Tanteidan” yori (24 Folgen)         | TRICKSTER -江戸川乱歩「少年探偵団」より-                                                                                                | 2016 als Fernsehserie | TMS Entertainment, Shin’ei Dōga    |
| Tsukiuta. The Animation (13 Folgen)                                   | ツキウタ. THE ANIMATION | 2016 als Fernsehserie | Studio Pierrot                     |
| Twin Star Exorcists (50 Folgen)                                       | 双星の陰陽師, Sōsei no Onmyōji | 2016 als Fernsehserie | Studio Pierrot                     |
| Udon no Kuni no Kiniro Kemari (12 Folgen)                             | うどんの国の金色毛鞠 | 2016 als Fernsehserie | Lidenfilms                         |
| Undefeated Bahamut Chronicle (12 Folgen)                              | 最弱無敗の神装機竜, Saijaku Muhai no Bahamūto, Saijaku Muhai no Bahamut                                                                 | 2016 als Fernsehserie | Lerche                             |
| Under the Dog (eine Folge)                                            | Under the Dog | 2016 als OVA          | Kinema Citrus                      |
| Usakame (12 Folgen)                                                   | うさかめ | 2016 als Fernsehserie | Millepensee                        |
| Uta no Prince-sama: Maji Love Legend Star (13 Folgen)                 | うたの☆プリンスさまっ♪ マジLOVEレジェンドスター, Uta no Purinsu-sama: Maji Love Rejendo Sutā                                            | 2016 als Fernsehserie | A-1 Pictures                       |
| ViVid Strike! (12 Folgen)                                             | | 2016 als Fernsehserie | Seven Arcs Pictures                |
| Wagamama High Spec (? Folgen)                                         | ワガママハイスペック, Wagamama Hai Supekku                                                                                              | 2016 als Fernsehserie | Axsiz                              |
| Watashi ga Motete Dō Sunda (12 Folgen)                                | 私がモテてどうすんだ | 2016 als Fernsehserie | Brain’s Base                       |
| WWW.Working!! (13 Folgen)                                             | WWW.WORKING!! | 2016 als Fernsehserie | A-1 Pictures                       |
| Yasamura Yasashi no Yasashii Sekai (? Folgen)                         | やさ村やさしのやさしい世界 | 2016 als Fernsehserie | DLE                                |
| Yūri!!! On Ice (12 Folgen)                                            | ユーリ!!! on ICE | 2016 als Fernsehserie | MAPPA                              |

## 2017
| Name                                                                   | Alternative Namen | Veröffentlichungsjahr | Studio(s)                          |
| ---------------------------------------------------------------------- | --- | --------------------- | ---------------------------------- |
| 18if (13 Folgen)                                                       | 18if | 2017 als Fernsehserie | Gonzo                              |
| A Centaur’s Life (12 Folgen)                                           | セントールの悩み, Sentōru no Nayami, Centaur no Nayami | 2017 als Fernsehserie | Haoliners                          |
| A Sister’s All You Need. (12 Folgen)                                   | 妹さえいればいい。, Imōto sae Ireba Ii. | 2017 als Fernsehserie | Silver Link                        |
| ACCA 13-ku Kansatsu-ka (12 Folgen)                                     | ACCA13区監察課 | 2017 als Fernsehserie | Madhouse                           |
| Action Heroine Cheer Fruits (12 Folgen)                                | アクションヒロイン チアフルーツ, Akushon Hiroin Chia Furūtsu                                                                                                | 2017 als Fernsehserie | Diomedéa                           |
| Aho Girl (12 Folgen)                                                   | アホガール, Aho Gāru | 2017 als Fernsehserie | Diomedéa                           |
| Ai Mai Mī – Surgical Friends (13 Folgen)                               | あいまいみー 〜Surgical Friends〜 | 2017 als Fernsehserie | Seven                              |
| Akashic Records of Bastard Magic Instructor (12 Folgen)                | ロクでなし魔術講師と禁忌教典, Roku de Nashi Majutsu Kōshi to Akashikku Rekōdo                                                                               | 2017 als Fernsehserie | Lidenfilms                         |
| Akiba’s Trip – The Animation (13 Folgen)                               | AKIBA'S TRIP -THE ANIMATION- | 2017 als Fernsehserie | Gonzo                              |
| Alice & Zoroku (12 Folgen)                                             | アリスと蔵六, Arisu to Zōroku | 2017 als Fernsehserie | J.C.Staff                          |
| Altair: A Record of Battles (24 Folgen)                                | 将国のアルタイルサガ, Shōkoku no Arutairu | 2017 als Fernsehserie | MAPPA                              |
| Amekon!! (13 Folgen)                                                   | あめこん!! | 2017 als Fernsehserie | EMT²                               |
| The Ancient Magus’ Bride (24 Folgen)                                   | 魔法使いの嫁, Mahō Tsukai no Yome | 2017 als Fernsehserie | Wit Studio                         |
| Angel’s 3Piece! (12 Folgen)                                            | 天使の3P!, Tenshi no 3P! | 2017 als Fernsehserie | Project No. 9                      |
| Animegataris (12 Folgen)                                               | アニメガタリズ, Animegatarizu | 2017 als Fernsehserie | Wao World                          |
| The Anonymous Noise (12 Folgen)                                        | 覆面系ノイズ, Fukumenkei Noizu, Fukumenkei Noise | 2017 als Fernsehserie | Brain’s Base                       |
| Ao no Exorcist: Kyōto Fujōō-hen (12 Folgen)                            | 青の祓魔師 京都不浄王篇 | 2017 als Fernsehserie | A-1 Pictures                       |
| Atom: The Beginning (12 Folgen)                                        | アトム ザ・ビギニング, Atom: Za Beginingu | 2017 als Fernsehserie | OLM, Production I.G, Signal MD     |
| Attack on Titan (12 Folgen)                                            | 進撃の巨人, Shingeki no Kyojin | 2017 als Fernsehserie | Wit Studio                         |
| Baki-dō (eine Folge)                                                   | 刃牙道 | 2017 als OVA          | Telecom Animation Film             |
| Ballroom e Yōkoso (24 Folgen)                                          | ボールルームへようこそ, Bōrurūmu e Yōkoso | 2017 als Fernsehserie | Production I.G                     |
| BanG Dream! (14 Folgen)                                                | | 2017 als Fernsehserie | Issen, Xebec                       |
| Battle Girl High School (12 Folgen)                                    | バトルガール ハイスクール, Batoru Gāru Haisukūru | 2017 als Fernsehserie | Silver Link                        |
| Berserk (12 Folgen)                                                    | ベルセルク, Beruseruku | 2017 als Fernsehserie | Gemba, Millepensee                 |
| Binan Kōkō Chikyū Bōeibu Love! Love! Love! (eine Folge)                | 美男高校地球防衛部LOVE!LOVE!LOVE!, Binan Kōkō Chikyū Bōeibu Love! Love! Love!                                                                               | 2017 als OVA          | Studio Comet                       |
| Black Clover (51 Folgen)                                               | ブラッククローバー, Burakko Kurōbā | 2017 als Fernsehserie | Studio Pierrot                     |
| Blend S (12 Folgen)                                                    | ブレンド・S, Burendo S | 2017 als Fernsehserie |                                    |
| Boruto – Naruto Next Generations (13 Folgen)                           | BORUTO-ボルト- NARUTO NEXT GENERATIONS | 2017 als Fernsehserie | Studio Pierrot                     |
| Busō Shōjo Machiavellism (12 Folgen)                                   | 武装少女マキャヴェリズム, Busō Shōji Makyaverizumu | 2017 als Fernsehserie | Silver Link, Connect               |
| Cardcaptor Sakura: Clear Card (eine Folge)                             | カードキャプターさくら クリアカード編, Kādo Kyaputā Sakura: Kuria Kādo-hen                                                                                  | 2017 als OVA          | Madhouse                           |
| Cardfight!! Vanguard G Z (24 Folgen)                                   | カードファイト!! ヴァンガードG Z, Kādofaito!! Vangādo G Z                                                                                                   | 2017 als Fernsehserie | TMS Entertainment                  |
| Chain Chronicle – The Light of Haecceita (12 Folgen)                   | チェインクロニクル 〜ヘクセイタスの閃〜, Chein Kuronikuru – Hekuseitasu no Hikari                                                                           | 2017 als Fernsehserie | Telecom Animation Film, Graphinica |
| Chaos;Child (12 Folgen)                                                | CHAOS;CHILD | 2017 als Fernsehserie | Silver Link                        |
| Chiruran ½ (13 Folgen)                                                 | ちるらん にぶんの壱, Chiruran Nibunnoichi | 2017 als Fernsehserie | LandQ Studio                       |
| Chō Shōnen Tanteidan Neo (13 Folgen)                                   | 超・少年探偵団NEO | 2017 als Fernsehserie | DLE                                |
| Chronos Ruler (13 Folgen)                                              | 時間の支配者, Jikan no Shihaisha | 2017 als Fernsehserie | Project No. 9                      |
| Classicaloid (25 Folgen)                                               | クラシカロイド, Kurashikaroido | 2017 als Fernsehserie | Sunrise                            |
| Clean Freak! Aoyama-kun (12 Folgen)                                    | 潔癖男子! 青山くん, Keppeki Danshi! Aoyama-kun | 2017 als Fernsehserie | Studio Hibari                      |
| Clockwork Planet (12 Folgen)                                           | クロックワーク・プラネット, Kurokkuwāku Puranetto | 2017 als Fernsehserie | Xebec                              |
| Code:Realize (12 Folgen)                                               | Code：Realize ～創世の姫君～, Code:Realize – Sōsei no Himegimi                                                                                              | 2017 als Fernsehserie | M.S.C                              |
| Convenience Store Boy Friends (12 Folgen)                              | コンビニカレシ, Konbini Kareshi | 2017 als Fernsehserie | Studio Pierrot                     |
| DanMachi: Sword Oratoria (12 Folgen)                                   | ソード・オラトリア ダンジョンに出会いを求めるのは間違っているだろうか外伝, Sōdo Oratoria: Danjon ni Deai o Motomeru no wa Machigatteiru Darō ka Gaiden      | 2017 als Fernsehserie | J.C.Staff                          |
| DC Super Heroes vs. Taka no Tsume-dan                                  | DCスーパーヒーローズ vs 鷹の爪団 | 2017 als Film         | DLE                                |
| Dia Horizon (12 Folgen)                                                | ディア ホライゾン, Dia Horaizon | 2017 als Fernsehserie | Fanworks                           |
| Dies irae (18 Folgen)                                                  | Dies irae | 2017 als Fernsehserie | A.C.G.T                            |
| Dive!! (12 Folgen)                                                     | DIVE!! | 2017 als Fernsehserie | Zero-G                             |
| Dynamic Chord (12 Folgen)                                              | DYNAMIC CHORD | 2017 als Fernsehserie | Studio Pierrot                     |
| élDLIVE (12 Folgen)                                                    | エルドライブ【elDLIVE】, Erudoraibu: élDLIVE | 2017 als Fernsehserie | Studio Pierrot                     |
| Elegant Yokai Apartment Life (26 Folgen)                               | 妖怪アパートの幽雅な日常, Yōkai Apāto no Yūga na Nichijō | 2017 als Fernsehserie | Shin’ei Dōga                       |
| Enmusubi no Yōko-chan (24 Folgen)                                      | 縁結びの妖狐ちゃん | 2017 als Fernsehserie | Haoliners                          |
| Eromanga Sensei (12 Folgen)                                            | エロマンガ先生 | 2017 als Fernsehserie | A-1 Pictures                       |
| Evil or Live (12 Folgen)                                               | EVIL OR LIVE | 2017 als Fernsehserie | Animation Company Emon             |
| Fairy Tail: Dragon Cry                                                 | 劇場版フェアリーテイル –DRAGON CRY– | 2017 als Film         | A-1 Pictures                       |
| Fastest Finger First (12 Folgen)                                       | ナナマル サンバツ, Nana Maru San Batsu | 2017 als Fernsehserie | TMS Entertainment                  |
| Fate/Apocrypha (25 Folgen)                                             | Fate/Apocrypha | 2017 als Fernsehserie | A-1 Pictures                       |
| Fireball Humorous (3 Folgen)                                           | ファイアボール チャーミング, Faiabōru Yūmorasu | 2017 als Fernsehserie | TMS Jinni's                        |
| Food Wars: The Third Plate (12 Folgen)                                 | 食戟のソーマ 餐の皿, Shokugeki no Sōma: San no Sara | 2017 als Fernsehserie | J.C.Staff                          |
| Frame Arms Girl (12 Folgen)                                            | フレームアームズ・ガール | 2017 als Fernsehserie | Studio A-Cat, Zexcs                |
| Free! – Take Your Marks                                                | 特別版 Free!-Take Your Marks- | 2017 als Film         | Kyōto Animation, Animation Do      |
| Fūka (12 Folgen)                                                       | 風夏 | 2017 als Fernsehserie | Diomedéa                           |
| Fukumenkei Noise (12 Folgen)                                           | 覆面系ノイズ, The Anonymous Noise | 2017 als Fernsehserie | Brain's Base                       |
| Furusato Meguri Nippon no Mukashi Banashi (27 Folgen)                  | ふるさとめぐり 日本の昔ばなし | 2017 als Fernsehserie | Tomason                            |
| Future Card Buddyfight Battsu (24 Folgen)                              | フューチャーカード バディファイトX | 2017 als Fernsehserie | Oriental Light and Magic, Xebec    |
| Gabriel DropOut (12 Folgen)                                            | ガヴリールドロップアウト, Gavurīru Doroppuauto | 2017 als Fernsehserie | Dōga Kōbō                          |
| Gamers! (12 Folgen)                                                    | ゲーマーズ!, Gēmāzu! | 2017 als Fernsehserie | Pine Jam                           |
| Garo – Vanishing Line (24 Folgen)                                      | | 2017 als Fernsehserie | MAPPA                              |
| Gekijōban Hibike! Euphonium – Todoketai Melody                         | 劇場版 響け！ ユーフォニアム ～届けたいメロディ～, Gekijōban Hibike! Yūfoniamu – Todoketai Merodi                                                           | 2017 als Film         | Kyōto Animation                    |
| Genbanojō                                                              | げんばのじょう-玄蕃之丞- | 2017 als Film         | Nippon Animation                   |
| Gin no Guardian (18 Folgen)                                            | 銀の墓守り＜ガーディアン＞, The Silver Guardian | 2017 als Fernsehserie | Emon Animation Company             |
| Gintama. Porori-hen (13 Folgen)                                        | 銀魂. ポロリ篇 | 2017 als Fernsehserie | Bandai Namco Pictures              |
| Gintama. Rakuyō Kessen-hen (12 Folgen)                                 | 銀魂. 烙陽決戦篇 | 2017 als Fernsehserie | Bandai Namco Pictures              |
| Gō-chan: Moco to Chinjū no Mori no Nakama-tachi                        | ゴーちゃん。～モコとちんじゅうの森の仲間たち～ | 2017 als Film         | Shin-Ei Animation                  |
| Gochūmon wa Usagi Desu ka?? Dear My Sister (eine Folge)                | ご注文はうさぎですか？？ | 2017 als Special      | production doA                     |
| Godzilla: Planet der Monster                                           | GODZILLA 怪獣惑星, Godzilla: Kaijū Wakusei, Godzilla: Planet of the Monsters                                                                                | 2017 als Film         | Polygon Pictures                   |
| Granblue Fantasy: The Animation (14 Folgen)                            | GRANBLUE FANTASY The Animation | 2017 als Fernsehserie | A-1 Pictures                       |
| Gundam Build Fighters: Battlogue (eine Folge)                          | ガンダムビルドファイターズ バトローグ | 2017 als Web-Anime    | Sunrise                            |
| Gundam Build Fighters: GM no Gyakushū (eine Folge)                     | ガンダムビルドファイターズ GMの逆襲 æ1=Gundam Build Fighters: GM's Counterattack                                                                            | 2017 als Web-Anime    | Sunrise                            |
| Gyakusatsu Kikan                                                       | 虐殺器官, Genocidal Organ | 2017 als Film         | Manglobe, Geno Studio              |
| Haikyu!! Concept no Tatakai                                            | ハイキュー!! コンセプトの戦い | 2017 als Film         | Production I.G                     |
| Haikyū!! Sainō to Sense                                                | ハイキュー!! 才能とセンス | 2017 als Film         | Production I.G                     |
| Hand Shakers (12 Folgen)                                               | ハンドシェイカー, Handosheikā | 2017 als Fernsehserie | GoHands                            |
| High School Fleet (eine Folge)                                         | ハイスクール・フリート, Hai-Furi | 2017 als OVA          | Production IMS                     |
| Himōto! Umaru-chan R (12 Folgen)                                       | 干物妹!うまるちゃんR | 2017 als Fernsehserie | Dōga Kōbō                          |
| Hina Loji – from Luck & Logic (12 Folgen)                              | ひなろじ～from Luck & Logic～ | 2017 als Fernsehserie | Dōga Kōbō                          |
| Hinako Note (12 Folgen)                                                | ひなこのーと, Hinako Nōto | 2017 als Fernsehserie | Passione                           |
| Hitorijime My Hero (12 Folgen)                                         | ひとりじめマイヒーロー, Hitorijime Mai Hīrō | 2017 als Fernsehserie | Encourage Films                    |
| Hōseki no Kuni (12 Folgen)                                             | 宝石の国, Land of the Lustrous | 2017 als Fernsehserie | Orange                             |
| Hōzuki no Reitetsu (eine Folge)                                        | 鬼灯の冷徹 | 2017 als OVA          | Studio Deen                        |
| Hōzuki no Reitetsu Dai-ni-ki (13 Folgen)                               | 鬼灯の冷徹 第弐期 | 2017 als Fernsehserie | Wit Studio                         |
| ID-0 (12 Folgen)                                                       | | 2017 als Fernsehserie | Sanzigen                           |
| Idol Incidents (12? Folgen)                                            | アイドル事変, Aidoru Jihen | 2017 als Fernsehserie | MAPPA, Voln                        |
| Idolmaster SideM (13 Folgen)                                           | アイドルマスター SideM, Aidoru Masutā SideM | 2017 als Fernsehserie | A-1 Pictures                       |
| In Another World With My Smartphone (12 Folgen)                        | 異世界はスマートフォンとともに。, Isekai wa Sumātofon to Tomo ni.                                                                                           | 2017 als Fernsehserie | Production Reed                    |
| Infini-T Force (12 Folgen)                                             | | 2017 als Fernsehserie | Digital Frontier                   |
| Interviews with Monster Girls (? Folgen)                               | 亜人ちゃんは語りたい, Demi-chan wa Kataritai | 2017 als Fernsehserie | A-1 Pictures                       |
| Inuyashiki Last Hero (11 Folgen)                                       | いぬやしき, Inuyashiki | 2017 als Fernsehserie | MAPPA                              |
| Jigoku Shōjo: Yoi no Togi (12 Folgen)                                  | 地獄少女 宵伽, Hell Girl: Fourth Twilight | 2017 als Fernsehserie | Studio Deen                        |
| Juni Taisen: Zodiac War (12 Folgen)                                    | 十二大戦, Jūni Taisen | 2017 als Fernsehserie | Graphinica                         |
| Just Because! (12 Folgen)                                              | Just Because! | 2017 als Fernsehserie | Pine Jam                           |
| Kabukibu! (12 Folgen)                                                  | カブキブ! | 2017 als Fernsehserie | Studio Deen                        |
| Kado: The Right Answer (12 Folgen)                                     | 正解するカド, Seikai Suru Kado | 2017 als Fernsehserie | Toei Animation                     |
| Kakegurui (12 Folgen)                                                  | 賭ケグルイ | 2017 als Fernsehserie | MAPPA                              |
| Katsugeki/Tōken Ranbu (13 Folgen)                                      | 活撃/刀剣乱舞 | 2017 als Fernsehserie | Ufotable                           |
| Kekkai Sensen & Beyond (12 Folgen)                                     | 血界戦線 & BEYOND, Blood Blockade Battlefront & Beyond | 2017 als Fernsehserie | Bones                              |
| Kemono Friends (12 Folgen)                                             | けものフレンズ, Kemono Furenzu | 2017 als Fernsehserie | Yaoyorozu                          |
| King’s Game: The Animation (12 Folgen)                                 | 王様ゲーム The Animation, Ōsama Game: The Animation | 2017 als Fernsehserie | Seven                              |
| Kino’s Journey -the Beautiful World- the Animated Series (12 Folgen)   | キノの旅 -the Beautiful World- the Animated Series, Kino no Tabi -the Beautiful World- the Animated Series                                                  | 2017 als Fernsehserie | Lerche                             |
| Knight’s & Magic (13 Folgen)                                           | ナイツ＆マジック, Naitsu & Majikku | 2017 als Fernsehserie | Eight Bit                          |
| Kono Subarashii Sekai ni Shukufuku o! 2 (10 Folgen)                    | この素晴らしい世界に祝福を!2 | 2017 als Fernsehserie | Studio Deen                        |
| Konohana Kitan (12 Folgen)                                             | このはな綺譚 | 2017 als Fernsehserie | Lerche                             |
| Kujira no Kora wa Sajō ni Utau (12 Folgen)                             | クジラの子らは砂上に歌う | 2017 als Fernsehserie | J.C.Staff                          |
| Kyōkai no Rinne (25 Folgen)                                            | 境界のRINNE | 2017 als Fernsehserie | Brain’s Base                       |
| The Laughing Salesman (12 Folgen)                                      | 笑ゥせぇるすまんNEW, Warau Serusuman New, Warau Salesman New                                                                                                | 2017 als Fernsehserie | Shin’ ei Dōga                      |
| Little Witch Academia (25 Folgen)                                      | リトルウィッチアカデミア, Ritoru Witchi Akademia | 2017 als Fernsehserie | Trigger                            |
| Love and Lies (12 Folgen)                                              | 恋と嘘, Koi to Uso | 2017 als Fernsehserie | Lidenfilms                         |
| Love is Like a Cocktail (13 Folgen)                                    | お酒は夫婦になってから, Osake wa Fūfu ni Natte kara | 2017 als Fernsehserie | Creators in Pack                   |
| Love Live! Sunshine!! (13 Folgen)                                      | ラブライブ！サンシャイン!!, Rabu Raibu! School idol project                                                                                                 | 2017 als Fernsehserie | Sunrise                            |
| Love Tyrant (12 Folgen)                                                | 恋愛暴君, Ren’ai Bōkun | 2017 als Fernsehserie | EMT²                               |
| Made in Abyss (13 Folgen)                                              | メイドインアビス | 2017 als Fernsehserie | Kinema Citrus                      |
| Mademoiselle Hanamura #1 – Aufbruch zu modernen Zeiten                 | 劇場版 はいからさんが通る 前編 ～紅緒、花の17歳～, Gekijōban Haikara-san ga Tōru Zenpen – Benio, Hana no 17-sai, Haikara-San: Here Comes Miss Modern Part 1 | 2017 als Film         | Nippon Animation                   |
| Magical Circle Guru-Guru (24 Folgen)                                   | 魔法陣グルグル, Mahōjin Guru Guru | 2017 als Fernsehserie | Production I.G                     |
| March Comes in Like a Lion (22 Folgen)                                 | 3月のライオン, 3-gatsu no Raion | 2017 als Fernsehserie | Shaft                              |
| Marginal #4: The Animation (12 Folgen)                                 | MARGINAL#4 KISSから創造るBig Bang, Marginal #4: Kiss kara Tsukuru Big Bang                                                                                  | 2017 als Fernsehserie | J.C.Staff                          |
| Masamune-kun’s Revenge (12 Folgen)                                     | 政宗くんのリベンジ, Masamune-kun no Ribenji, Masamune-kun no Revenge                                                                                        | 2017 als Fernsehserie | Silver Link                        |
| Minami Kamakura High School Girls Cycling Club (13 Folgen)             | 南鎌倉高校女子自転車部, Minami Kamakura Kōkō Joshi Jitenshabu                                                                                               | 2017 als Fernsehserie | J.C.Staff, A.C.G.T.                |
| Miss Kobayashi’s Dragon Maid (13 Folgen)                               | 小林さんちのメイドラゴン, Kobayashi-san Chi no Meidoragon                                                                                                   | 2017 als Fernsehserie | Kyōto Animation                    |
| Mr. Osomatsu (25 Folgen)                                               | おそ松さん, Osomatsu-san | 2017 als Fernsehserie | Studio Pierrot                     |
| My First Girlfriend is a Gal (12 Folgen)                               | はじめてのギャル, Hajimete no Gyaru, Hajimete no Gal | 2017 als Fernsehserie | Naz                                |
| My Girlfriend is a Faithful Virgin Bitch (12 Folgen)                   | 僕の彼女がマジメ過ぎるしょびっちな件, Boku no Kanojo ga Majime Sugiru Shobitch na Ken                                                                       | 2017 als Fernsehserie | Diomedéa, Studio Blanc.            |
| My Hero Academia (25 Folgen)                                           | 僕のヒーローアカデミア, Boku no Hīrō Akademia, Boku no Hero Academia                                                                                        | 2017 als Fernsehserie | Bones                              |
| Nambaka (12 Folgen)                                                    | ナンバカ, Nanbaka | 2017 als Fernsehserie | Satelight                          |
| Nananin no Ayakashi – Chimi Chimi Mōryō!! Gendai Monogatari (? Folgen) | ななにんのあやかし -ちみちみ魍魎!!現代物語- | 2017 als Fernsehserie | DLE                                |
| Natsume Yūjinchō Roku (11 Folgen)                                      | 夏目友人帳 陸 | 2017 als Fernsehserie | Shuka                              |
| New Game!! (12 Folgen)                                                 | NEW GAME!! | 2017 als Fernsehserie | Dōga Kōbō                          |
| No Game No Life Zero                                                   | ノーゲーム・ノーライフ ゼロ | 2017 als Film         | Madhouse                           |
| Nora, Princess, and Stray Cat (12 Folgen)                              | ノラと皇女と野良猫ハート, Nora to Ōjo to Noraneko Hāto | 2017 als Fernsehserie | DMM.futureworks, W-Toon Studio     |
| Nyanko Days (12 Folgen)                                                | にゃんこデイズ, Nyanko Deizu | 2017 als Fernsehserie | EMT²                               |
| One Room (12 Folgen)                                                   | | 2017 als Fernsehserie | Taifū Graphics                     |
| Onihei (13? Folgen)                                                    | 鬼平 | 2017 als Fernsehserie | Studio M2                          |
| Piacevole (? Folgen)                                                   | ピアシェ〜私のイタリアン〜, Piashe – Watasho no Itarian, Piace – Watashi no Italian                                                                         | 2017 als Fernsehserie | Zero-G                             |
| Reikenzan: Eichi e no Shikaku (? Folgen)                               | 霊剣山 叡智への資格 | 2017 als Fernsehserie | Studio Deen                        |
| Rewrite (? Folgen)                                                     | Rewrite | 2017 als Fernsehserie | Eight Bit                          |
| Room Mate (12 Folgen)                                                  | | 2017 als Fernsehserie | Taifū Graphics                     |
| Saga of Tanya the Evil (? Folgen)                                      | 幼女戦記, Yōjo Senki | 2017 als Fernsehserie | NUT                                |
| Schoolgirl Strikers: Animation Channel (? Folgen)                      | スクールガールストライカーズ Animation Channel, Sukūrugāru Sutoraikāzu: Animation Channel                                                                   | 2017 als Fernsehserie | J.C.Staff                          |
| Scum’s Wish (12 Folgen)                                                | クズの本懐, Kuzu no Honkai | 2017 als Fernsehserie | Lerche                             |
| Seiren (? Folgen)                                                      | セイレン | 2017 als Fernsehserie | Studio Gokumi, AxsiZ               |
| Sengoku Chōjū Giga – Otsu (13? Folgen)                                 | 戦国鳥獣戯画〜乙〜 | 2017 als Fernsehserie | ILCA                               |
| Sentai Heroes Sukiyaki Force: Gunma no Heiwa o Negau Season (? Folgen) | 戦隊ヒーロー スキヤキフォース | 2017 als Fernsehserie | Studio 4°C                         |
| Shōwa Genroku Rakugo Shinjū – Sukeroku Futatabi-hen (? Folgen)         | 昭和元禄落語心中 -助六再び篇- | 2017 als Fernsehserie | Studio Deen                        |
| Super Lovers 2 (? Folgen)                                              | SUPER LOVERS 2 | 2017 als Fernsehserie | Studio Deen                        |
| Sword Art Online – The Movie: Ordinal Scale                            | 劇場版 ソードアート・オンライン -オーディナル・スケール-, Gekijō-ban Sword Art Online: Ordinal Scale                                                        | 2017 als Film         | A-1 Pictures                       |
| Tales of Zestiria the X (? Folgen)                                     | テイルズ オブ ゼスティリア ザ クロス, Teiruzu obu Zesutiria Za Kurosu                                                                                       | 2017 als Fernsehserie | Ufotable                           |
| Tsukigakirei (12 Folgen)                                               | 月がきれい | 2017 als Fernsehserie | feel.                              |
| Urara Meirochō (? Folgen)                                              | うらら迷路帖 | 2017 als Fernsehserie | J.C.Staff                          |
| Yowamushi Pedal: New Generation (? Folgen)                             | 弱虫ペダル NEW GENERATION, Yowamushi Pedaru: New Generation                                                                                                 | 2017 als Fernsehserie | TMS/8PAN                           |